# 坎氏雅麗魚
坎氏雅麗魚（学名：Lepidiolamprologus cunningtoni），為輻鰭魚綱鱸形目隆頭魚亞目慈鯛科的其中一種，分布於非洲坦干伊喀湖流域，體長可達29.1公分，棲息在沙底質水域，獨居性，會築火山狀的巢穴，屬肉食性，以魚類為食，生活習性不明，可作為觀賞魚。